# 篠塚藩
篠塚藩（しのづかはん）は、上野国邑楽郡篠塚村（現在の群馬県邑楽郡邑楽町篠塚）を居所として、江戸時代中期にごく短期間存在した藩。1747年に陸奥桑折藩主・松平忠恒が領地の過半を上野国に移されて成立したが、翌年に同国碓氷郡内に居所を移して上里見藩となった。

## 歴史

### 前史
松平忠恒は、篠塚への移封以前は陸奥桑折藩2万石の藩主であり、江戸幕府においては奏者番を務めていた。桑折藩領の伊達郡北半田村（現在の福島県伊達郡桑折町北半田）には半田銀山があり、享保8年（1723年）に有望な新鉱脈が見つかったことから、幕府の注目するところとなっていた。

### 立藩から廃藩まで
延享4年（1747年）7月、半田銀山およびその周辺の所領（陣屋所在地の桑折村を含む）1万2250石が幕府に召し上げられ、上野国邑楽・吾妻・利根・碓氷・緑野郡および伊豆国田方郡の合計2国6郡内に替地が与えられた。この際、忠恒は邑楽郡篠塚村に陣屋を構えたとされ、篠塚藩が成立した。ただし、『角川日本地名大辞典』では、忠恒が定府の大名であり、短期間で移封されたことからも、「篠塚に居所を構えたことには疑問の余地がある」と記している。なお、忠恒は篠塚村全体を支配したわけではなく、半分ほどの領主であった（相給）。同年、忠恒は寺社奉行に就任した。
翌寛延元年（1748年）8月、陸奥国伊達郡内3650石の所領が上野国碓氷・群馬両郡に移された。これに際して忠恒は碓氷郡上里見村（現在の高崎市上里見町）に居所を移した。これにより篠塚藩は廃藩になったと見なされ、上里見藩が立藩した。

### 後史
居所の移転後も、篠塚村には引き続き松平忠恒の所領（上里見藩領）が残された。明和4年（1767年）、松平忠恒は小幡藩に移封された。翌明和5年（1768年）、篠塚村は幕府領となった。

## 歴代藩主
松平（奥平）家
2万石。譜代。
1. 忠恒（ただつね）